# Isogenoides varians
Isogenoides varians är en bäcksländeart som först beskrevs av Walsh 1862.  Isogenoides varians ingår i släktet Isogenoides och familjen rovbäcksländor. Inga underarter finns listade i Catalogue of Life.